# Reset me
『Reset me』（リセット ミー）は、日本のロックバンド、Hysteric Blueの10枚目のシングル。

## 解説
- フジテレビ「MEDAMA2001ミュージックオーディション」テーマソング

## 収録曲
1. Reset me
作詞・作曲：たくや 編曲：佐久間正英&Hysteric Blue
2. マーイーヤ
作詞・作曲：たくや 編曲：佐久間正英&Hysteric Blue
3. Reset me (original karaoke)

## 収録アルバム
- MILESTONE (#1)
- Historic Blue (#1)